# Irish Open 1920
Die Irish Open 1920 waren die 14. Austragung dieser internationalen Meisterschaften von Irland im Badminton. Sie fanden in Dublin statt.	

## Finalresultate
| Disziplin    | Sieger                               | Finalist                        | Ergebnis          |
| ------------ | ------------------------------------ | ------------------------------- | ----------------- |
| Herreneinzel | George Alan Thomas                   | William Mather Swinden          | 15–6, 15–6        |
| Dameneinzel  | nicht ausgetragen                    | nicht ausgetragen               | nicht ausgetragen |
| Herrendoppel | Frederick A. Kennedy Bob Lambert     | George Alan Thomas Robert Plews | 15–12, 15–4       |
| Damendoppel  | Hazel Hogarth Lavinia Clara Radeglia | Catherine Trench M. Storey      | 15–0, 15–1        |
| Mixed        | George Alan Thomas Hazel Hogarth     | Frank Devlin E. F. Stewart      | 15–7, 17–14       |